# یوتاکا کانکو (کشتی‌گیر)
یوتاکا کانکو (Kaneko Yutaka, متولد ۲۱ آوریل ۱۹۳۳) کشتی گیر ژاپنی است که در المپیک ۱۹۶۰ شرکت کرد. علاوه بر مدال‌های جهانی، وی سابقه سه مدال طلای بازی‌های آسیایی را نیز دارد. در بازی‌های آسیایی ۱۹۵۴ در بخش کشتی آزاد برنده مدال طلا شد و دو مدال طلا نیز در بازی‌های آسیایی ۱۹۶۲ در هر دو بخش آزاد و فرنگی به دست آورد.